# Пандульф I (князь Беневенто)

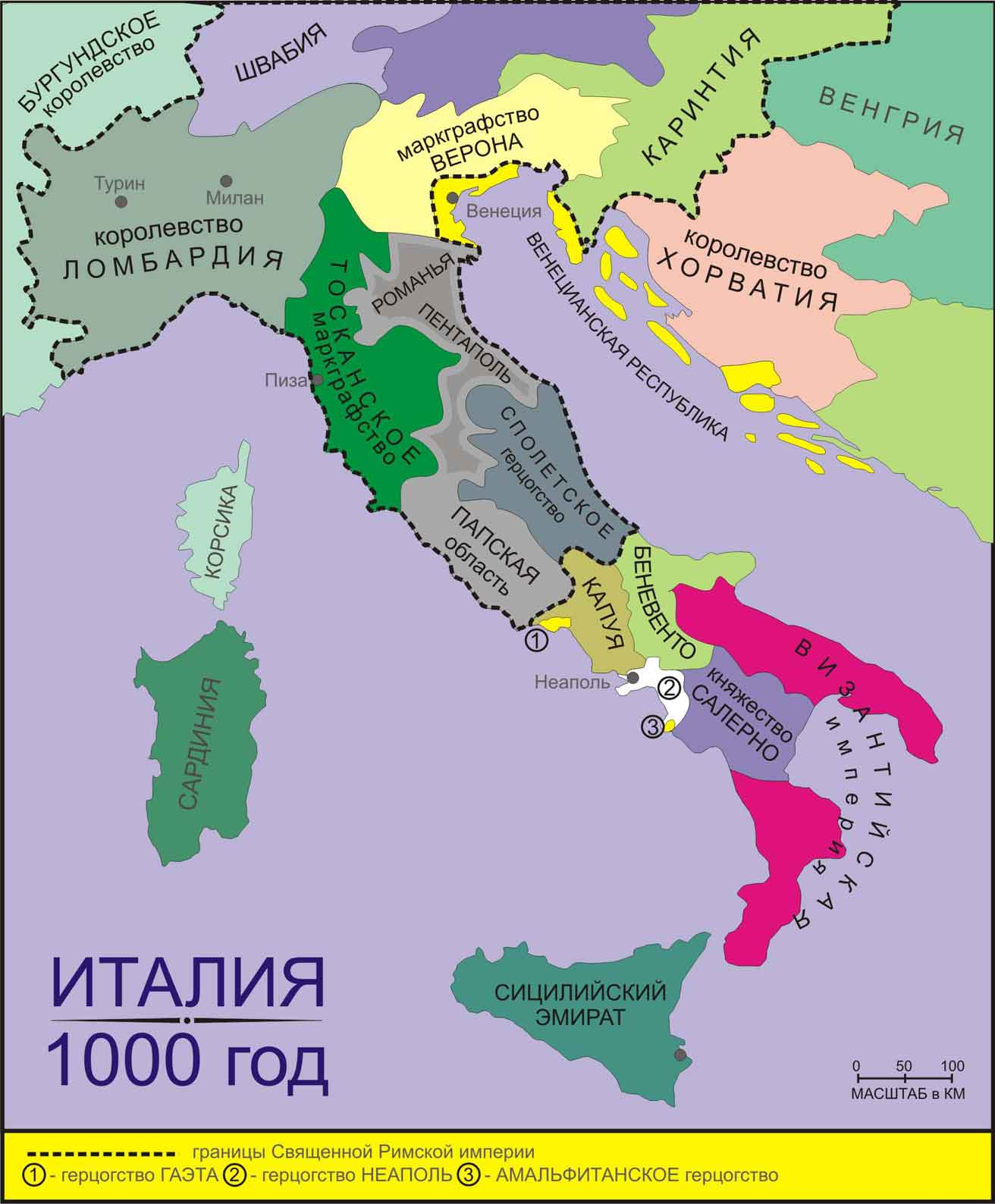
Италия около 1000 года

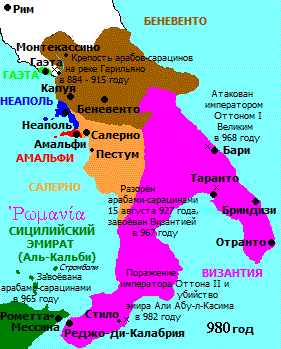
Южная Италия, 980 год

Пандульф I Железная Голова (итал. Pandolfo I Testadiferro; умер в марте 981) — князь Беневенто и князь Капуи с 943 или 944 года, герцог Сполето с 967 года, князь Салерно с 977 или 978 года; правитель, сыгравший важную роль в борьбе с сарацинами и византийцами за контроль над Южной Италией.

## Биография
Родителями Пандульфа были князь Беневенто Ландульф II и Ивантия. После смерти в 943 году деда, Ландульфа I, стал соправителем своего отца. Около 955 года папа римский Иоанн XII повёл объединённую армию римлян, тосканцев и сполетанцев против Ландульфа II и Пандульфа, однако князь Салерно Гизульф I прибыл на помощь беневентцам и предотвратил битву, заключив в Террачине мир с папой римским. С владетелями Беневенто Гизульф I заключил союз, существовавший до самой его смерти.
В 959 году право соправительства получил и младший брат Пандульфа, Ландульф III. Когда в 961 году Ландульф II умер, Пандульф I и его брат стали править сами, хотя старший брат доминировал в этом союзе. Первоначально братья придерживались принципа, установленного в 900 году Атенульфом I, о неразделимости княжеств Беневенто и Капуи, однако в дальнейшем они разделили отцовские владения: Пандульф I получил Княжество Капуя, а Ландульф III — Княжество Беневенто.
В 965 году мятеж в Риме привел к смещению папы Иоанна XIII, которого держали в заключении в Кампании. Папа сбежал и вскоре прибыл в Капую, умоляя Пандульфа I о защите, которую тот с радостью ему предоставил. За это папа предоставил Капуе статус архиепископства и вручил брату Пандульфа, Иоанну, паллий. Через десять месяцев другой бунт римлян позволил Иоанну XIII восстановить свою власть и с помощью Пандульфа возвратиться в Рим.
В 967 году император Священной Римской империи Оттон I Великий прибыл в Рим и даровал Пандульфу вакантный титул герцога Сполето, обязав его вести войну против византийцев. Пандульф I и Ландульф III начали военные действия в 968 году, однако младший брат вскоре заболел, возвратился в город Беневенто и здесь умер, оставив двух сыновей: Пандульфа и Ландульфа. Однако Пандульф I лишил своих племянников их наследственных прав и стал править и Капуей, и Беневенто. Своего сына Ландульфа Пандульф I назначил соправителем. После этого Пандульф возобновил военные действия против византийцев. В том же году Оттон I поручил Пандульфу вести осаду Бари, но в 969 году он был разбит византийцами в сражении при Бовино, пленён и заключён в тюрьму в Константинополе. Пандульф I был освобожден в 972 год, после того как византийский император Иоанн I Цимисхий отдал Феофано замуж за сына Оттона I, будущего императора Оттона II. Во время плена Пандульфа управление его владениями осуществляли архиепископ Беневенто Ландульф I (Беневентская епархия была сделана архиепископством в 969 году) и малолетний Ландульф IV под опекой своей матери Алоары. В 970 году дукс Неаполя Марин II безуспешно осаждал Капую и возвратился обратно, ограничившись разорением окрестностей города.
Византийская империя предпринимала активные меры, чтобы вернуть княжества Южной Италии в сферу своего влияния, оторвав её правителей от Священной Римской империи. В 974 году византийцы организовали мятеж против одного из вернейших союзников Оттона I и Оттона II князя Салерно Гизульфа I. Восстание возглавил его собственный брат Ландульф. Гизульф был свергнут и изгнан из города, однако вскоре с помощью Пандульфа I подавил мятеж. Когда в конце 977 или в начале 978 года Гизульф I скончался, его владения, по ранее заключённому соглашению, перешли к Пандульфу I. Таким образом под властью Пандульфа оказались все южно-итальянские ломбардские княжества — Княжество Беневенто, Княжество Капуя, Княжество Салерно и герцогство Сполето.
Пандульф I Железная Голова скончался в марте 981 года. Его владения были разделены между его сыновьями и племянниками, начавшими долгие междоусобные войны за обладание наследством Пандульфа. Первоначально его старший сын Ландульф IV получил Беневенто и Капую, а младший, Пандульф II — Салерно. Во время своего пребывания в Риме позднее в этом же году император Оттон II Рыжий отдал герцогство Сполето герцогу Камерино Тразамунду IV, а княжество Беневенто — сыну Ландульфа III Пандульфу II, оставив Ландульфу IV только княжество Капуя. В ноябре 981 года герцог Амальфи Мансо отнял у Пандульфа II Салерно, и это завоевание было подтверждено императором.